# Этнические чистки в Боснии и Герцеговине
Этни́ческие чи́стки в Бо́снии и Герцегови́не — события Боснийской войны и её составной части, Хорватско-боснийского конфликта, в ходе которых противоборствующие стороны совершали массовые убийства, депортацию и другие преступления против человечности или военные преступления.

## Преступления начального периода войны
С началом Боснийской войны Герцеговина оказалась разделённой в зависимости от преобладания в отдельных общинах определённой этнической группы, при этом северо-западные районы находились в руках хорватов, северо-восточные — боснийцев, южные и восточные под контролем сербов. Главный город Герцеговины Мостар после упорных боёв с хорватскими и боснийскими формированиями заняла Югославская народная армия (ЮНА). В ходе вывода подразделений ЮНА из Боснии (официально завершен 12 мая 1992 года) Мостар был передан ими боснийским сербам.
К началу Боснийской войны сербы составляли 18 % населения общины Мостар, что составляло около 24000 человек. К 15 июня (завершение отступления сербских формирований из Мостара), практически все сербское гражданское население покинуло этот район.
В общине Требинье в течение 1992 года массовых преследований боснийского населения не отмечено. Однако отдельные инциденты были, и некоторые сербы ночевали у знакомых мусульман, чтобы защитить их, а боснийцы вывешивали на дверях домов списки сербов, которые могли бы за них поручиться. Однако в январе-феврале 1993 года давление на боснийцев резко возросло, в результате чего почти все мусульмане из Требинье (около 4 тысяч человек) были вынуждены бежать в Черногорию.

## Преступления периода Хорватско-боснийского конфликта
Ещё в июне 1992 года произошли первые стычки между хорватами и боснийцами, вместе боровшимися против сербов, что в итоге переросло в Хорватско-боснийский конфликт.

### Изгнание боснийцев из Прозора
24 октября 1992 года, после двухдневных боёв, хорваты вытеснили формирования боснийцев из города Прозор. Вместе с военнослужащими Армии Боснии и Герцеговины бежало и несколько тысяч гражданских лиц, составлявших боснийскую часть населения Прозора и близлежащего села Палике

### Преступления против боснийцев в общинах Ябланица и Прозор
17 апреля 1993 года, на следующий день после начала кампании чисток в долине Лашвы в Центральной Боснии, хорваты атаковали село Совичи, прикрывавшее путь на Ябланицу. К вечеру село было занято, причем хорваты, помимо взятых в плен военнослужащих, задержали около 400 боснийских мирных жителей (в дальнейшем перевезены на контролируемую мусульманами территорию). В тот же день боснийские гражданские лица покинули расположенное восточнее Совичей село Даляни.
С июня до середины августа хорватские силы провели кампанию против боснийского населения на границе общин Прозор и Ябланица, включавшую убийства, изгнание и уничтожение собственности. При этом нападениям подверглись сёла Дуге, Луг, Скробучани, Грачаница, Паркани, Подонис, Лизоперци. Несколько боснийцев были убиты в урочищах Пражине и Толовац, куда они бежали в поисках убежища.
Летом 1993 года в общине Прозор хорватские силы использовали пленных и задержанных лиц из числа боснийцев для проведения инженерных работ на линии фронта, в ходе которых несколько десятков из них были убиты.

### Убийства хорватов в общинах Кониц и Ябланица
16 (по другим данным — 17) апреля 1993 года в общине Кониц боснийцы произвели нападение на хорватское село Трусина, в котором, помимо 4 военнослужащих, были убиты 18 гражданских лиц.
27-28 июня 1993 года боснийские силы отбили у хорватов село Даляни. При этом погибло 33 члена отряда самообороны и 9 мирных жителей. Несколько сот жителей села были задержаны или изгнаны.
9 сентября 1993 года в селе Грабовица (община Ябланица), находившемся под контролем боснийцев с 10 мая того же года и располагавшегося за пределами зоны боевых действий, были убиты 32 хорватских мирных жителя.

### События в Мостаре
9 мая силы Хорватского Вече Обороны начали широкомасштабные боевые действия против мусульман в главном городе Герцеговины Мостаре. В тот день, помимо военнопленных, в городе задержали и поместили в комплекс Гелиодром от 1500 до 2500 боснийцев. Массовые задержания практиковались и в дальнейшем, при этом лиц призывного возраста продолжали удерживать до завершения конфликта (доказаны совершённые против них преступления — издевательства, плохие условия содержания, использование на линии фронта для инженерных работ, в отдельных случаях пытки и убийства), тогда как остальных депортировали в находившиеся под контролем боснийцев районы Мостара. Вследствие этого, за май-июнь население Восточного Мостара возросло на 25000 человек.
Сконцентрированное в Восточном Мостаре боснийское население, достигшее с учётом беженцев 55000, на протяжении последовавшей 9-месячной блокады испытывало значительные лишения — прекращение энерго- и водоснабжения (с июля 1993), нехватка продуктов питания (последняя была особенно острой в период с начала июля до последней декады августа 1993, когда хорваты блокировали прохождение в Восточный Мостар гуманитарных конвоев).
Во время боевых действий в контролируемых боснийцами районах Мостара от артиллерийских обстрелов погибло 135 гражданских лиц.
В то же время, от артиллерийских и снайперских обстрелов в городе погибло несколько десятков мирных жителей из числа хорватов. Также судом Боснии и Герцеговины ведётся преследование ряда бывших боснийских военнослужащих, обвиняемых в гибели нескольких десятков хорватских военнопленных (преимущественно при проведении принудительных работ на линии фронта).

### Резня в Уздоле
14 сентября в селе Уздол (действия проводились в рамках операции «Неретва 93»), отрядом боснийской армии, помимо 12 хорватских военнослужащих, были убиты 29 мирных жителей.